# Fausto Pinto
Fausto Manuel Pinto Rosas (Culiacán Rosales, 1983. augusztus 8. –) egy mexikói válogatott labdarúgó, aki jelenleg a Cruz Azul védője. A Pachuca színeiben négyszeres mexikói bajnok, a válogatottal egyszeres CONCACAF-aranykupa-győztes.

## Pályafutása

### Klubcsapatokban
A mexikói első osztályban 2001. július 22-én lépett először pályára a Pachuca színeiben, amikor csapata 0–0-s döntetlent ért el az América otthonában. A Pachucában éveken át kevés, de lassan egyre több játéklehetőséget kapott, hét év alatt négy bajnoki címet nyert (2001 tél, 2003 Apertura, 2006 Clausura és 2007 Clausura). 2009-től a Cruz Azulban játszott, egyetlen bajnoki gólját is itt szerezte, majd 2013-ban egy évre a Deportivo Toluca játékosa lett, utána pedig visszatért a Cruz Azulba.

### A válogatottban
A mexikói válogatottban először 23 évesen, 2007. június 27-én lépett pályára a Copa América Brazília elleni csoportmérkőzésén. Ezen a Copán ötször is szerepelt, végül Mexikóval bronzérmet nyert. Ezután számos barátságos meccsen és vb-selejtezőn is játszott, majd 2009-ben jelentős szerepet kapott a CONCACAF-aranykupát megnyerő nemzeti csapatban. 2010-ben még egyszer volt válogatott, azóta nem.

#### Mérkőzései a válogatottban
| Mexikó | Mexikó               | Mexikó                                         | Mexikó           | Mexikó   | Mexikó        | Mexikó                          | Mexikó | Mexikó  |
| #      | Dátum                | Helyszín                                       | Hazai            | Eredmény | Vendég        | Kiírás                          | Gólok  | Esemény |
| ------ | -------------------- | ---------------------------------------------- | ---------------- | -------- | ------------- | ------------------------------- | ------ | ------- |
| 1.     | 2007. június 27.     | Puerto Ordaz, Estadio Cachamay                 | Brazília         | 0 – 2    | Mexikó        | Copa América, csoportkör        | 0      |         |
| 2.     | 2007. július 1.      | Maturín, Estadio Monumental de Maturín         | Mexikó           | 2 – 1    | Ecuador       | Copa América, csoportkör        | 0      |         |
| 3.     | 2007. július 8.      | Maturín, Estadio Monumental de Maturín         | Mexikó           | 6 – 0    | Paraguay      | Copa América, negyeddöntő       | 0      |         |
| 4.     | 2007. július 11.     | Puerto Ordaz, Estadio Cachamay                 | Mexikó           | 0 – 3    | Argentína     | Copa América, elődöntő          | 0      |         |
| 5.     | 2007. július 14.     | Caracas, Estadio Olímpico de la UCV            | Uruguay          | 1 – 3    | Mexikó        | Copa América, 3. helyért        | 0      | 25' 64' |
| 6.     | 2007. október 14.    | Ciudad Juárez, Estadio Olímpico Benito Juárez  | Mexikó           | 2 – 2    | Nigéria       | barátságos                      | 0      |         |
| 7.     | 2008. február 6.     | Houston, Reliant Stadium                       | Egyesült Államok | 2 – 2    | Mexikó        | barátságos                      | 0      | 58'     |
| 8.     | 2008. március 26.    | London, Craven Cottage                         | Ghána            | 1 – 2    | Mexikó        | barátságos                      | 0      | 66'     |
| 9.     | 2008. április 16.    | Seattle, Qwest Field                           | Mexikó           | 1 – 0    | Kína          | barátságos                      | 0      |         |
| 10.    | 2008. szeptember 10. | Tuxtla Gutiérrez, Estadio Víctor Manuel Reyna  | Mexikó           | 2 – 1    | Kanada        | vb-selejtező                    | 0      |         |
| 11.    | 2008. szeptember 24. | Los Angeles, Memorial Coliseum                 | Mexikó           | 0 – 1    | Chile         | barátságos                      | 0      | 87'     |
| 12.    | 2008. november 12.   | Phoenix, Chase Field                           | Mexikó           | 2 – 1    | Ecuador       | barátságos                      | 0      |         |
| 13.    | 2009. január 28.     | Oakland, Oakland Coliseum                      | Mexikó           | 0 – 1    | Svédország    | barátságos                      | 0      |         |
| 14.    | 2009. március 11.    | Commerce City, Dick's Sporting Goods Park      | Mexikó           | 5 – 1    | Bolívia       | barátságos                      | 0      | 75'     |
| 15.    | 2009. március 28.    | Mexikóváros, Estadio Azteca                    | Mexikó           | 2 – 0    | Costa Rica    | vb-selejtező                    | 0      |         |
| 16.    | 2009. április 1.     | San Pedro Sula, Estadio Olímpico Metropolitano | Honduras         | 3 – 1    | Mexikó        | vb-selejtező                    | 0      |         |
| 17.    | 2009. június 24.     | Atlanta, Georgia Dome                          | Mexikó           | 4 – 0    | Venezuela     | barátságos                      | 0      |         |
| 18.    | 2009. június 28.     | San Diego, Qualcomm Stadion                    | Mexikó           | 0 – 0    | Guatemala     | barátságos                      | 0      | 46'     |
| 19.    | 2009. július 5.      | Seattle, Qwest Field                           | Nicaragua        | 0 – 2    | Mexikó        | CONCACAF-aranykupa, csoportkör  | 0      |         |
| 20.    | 2009. július 9.      | Houston, Reliant Stadion                       | Mexikó           | 1 – 1    | Panama        | CONCACAF-aranykupa, csoportkör  | 0      |         |
| 21.    | 2009. július 12.     | Glendale, University of Phoenix Stadium        | Mexikó           | 2 – 0    | Guadeloupe    | CONCACAF-aranykupa, csoportkör  | 0      |         |
| 22.    | 2009. július 19.     | Arlington, Cowboys Stadium                     | Mexikó           | 4 – 0    | Haiti         | CONCACAF-aranykupa, negyeddöntő | 0      | 67'     |
| 23.    | 2009. július 23.     | Chicago, Soldier Field                         | Costa Rica       | 1 – 1    | Mexikó        | CONCACAF-aranykupa, elődöntő    | 0      | 81'     |
| 24.    | 2009. július 26.     | East Rutherford, Giants Stadium                | Egyesült Államok | 0 – 5    | Mexikó        | CONCACAF-aranykupa, döntő       | 0      |         |
| 25.    | 2010. augusztus 11.  | Mexikóváros, Estadio Azteca                    | Mexikó           | 1 – 1    | Spanyolország | barátságos                      | 0      | 69'     |
|        | Összesen             |                                                |                  | 25       | mérkőzés      |                                 | 0      | gól     |